# De Groeseindse Jagers
De Groeseindse Jagers uit Tilburg werd in 1958 opgericht als Jeugddrumband Groeseind en bestond aanvankelijk uit tamboers (trommelaars). Een van de initiators was Ad Wagemakers, destijds leraar aan de Groeseindse jongensschool. Het doel van de band was festiviteiten in de wijk muzikaal op te luisteren. Sinds 1964 werd ook Sinterklaas ingehaald. In de jaren zestig kwamen er blazers en een majorettekorps bij en kregen de leden een uniform. Vanaf 1967 werden ook optredens in heel Nederland en het buitenland verzorgd. In het begin van de jaren zeventig had de drumfanfare zo’n honderdtwintig leden. De naam veranderde later in Jeugddrumband Groeseindse Jagers. In de jaren tachtig kreeg de fanfare te maken met een teruglopend ledenbestand. In 1994 werd de naam Jeugddrumband veranderd in Drumfanfare. In 2006 werd het majorettekorps opgeheven en in 2008 werd het 50-jarig jubileum gevierd. In 2011 zijn de activiteiten stopgezet.
De vereniging was thuis in de wijk Het Groeseind, zo kreeg het de naam Groeseindse Jagers.
De bezetting bestond uit:
- trompet
- hoorn
- trombone
- bastrombone
- euphonium
- sousafoon
- kleine trom
- grote trom
- bekkens
- Lyra

## Geschiedenis

### 1958
Oprichting Jeugddrumband Groeseind in april van dit jaar.
Door het inzamelen van oud papier bij particulieren en bedrijven in de wijk Het Groeseind kan de oprichter van de groep Dhr. A. Wagemakers trommels aanschaffen voor de steeds groter wordende groep jongens die bij de jeugddrumband willen komen spelen. Het uniform bestond toentertijd uit een grijze lange broek en witte blouse met embleem.

### 1960
De jeugddrumband wordt uitgebreid met jachthoorns en bazuinen.

### 1964
In 1964 behaalde de jeugddrumband een eerste prijs op het muziekconcours georganiseerd door Kunst en Kracht. Na deze prestatie werden de eerste uniformen aangeschaft en wel gelijkend op een jagersuniform, waardoor óók de naam wijzigde in Jeugddrumband De Groeseindse Jagers.

### 1966
In 1966 werd de eerste ledenvergadering gehouden en werd er een Jongerenbestuur geformeerd.

### 1976
1967 was het jaar van de grote reizen: Bloemencorso Rheydt (Duitsland), Carnaval Aalst (België), Carnaval Lens en Arras (Frankrijk) en het Jordaanfestival in Amsterdam. Dit jaar werd ook gestart met de opleiding van majorettes.

### 1968
10-jarig bestaan en installatie majorettepeloton.

### 1970
12 ½-jarig bestaan in november en installatie 2e majorettepeloton.

### 1971
In 1971 bestond de jeugddrumband uit 110 leden.

### 1978
20-jarig bestaan en installatie jongerenkoor van de band.

### 1983
25-jarig bestaan.
Op de drempel van dit bestaan was de vereniging nog even bloeiend als voorheen, maar door terugloop in leden kregen ze een moeilijke tijd.

### 1993
35-jarig bestaan en loslaten leeftijdsgrens voor leden.

### 1994
Omvorming van Jeugdband naar Drumfanfare.
Vele oud-leden kwamen terug om de vereniging te versterken.

### 2007
Opheffing van het majorettepeloton.
Onverwachts overlijden van onze oprichter A. Wagemakers op 31 Mei op 76-jarige leeftijd.

### 2008
50-jarig bestaan

### 2011
In aanloop naar het 11e lustrum is in oktober 2011 besloten om de vereniging op te heffen. Ten tijde van de opheffing waren er 18 leden over.